# Liste der Biografien/Voo
Liste der Biografien |
Portal Biografien |
Personensuche
# |
A |
B |
C |
D |
E |
F |
G |
H |
I |
J |
K |
L |
M |
N |
O |
P |
Q |
R |
S |
T |
U |
V |
W |
X |
Y |
Z |
?
 
Va |
Vd |
Ve |
Vh |
Vi |
Vj |
Vl |
Vn |
Vo |
Vr |
Vs |
Vt |
Vu |
Vy
 
Voa |
Vob |
Voc |
Vod |
Voe |
Vof |
Vog |
Voh |
Voi |
Voj |
Vok |
Vol |
Vom |
Von |
Voo |
Vop |
Vor |
Vos |
Vot |
Vou |
Vov |
Vow |
Vox |
Voy |
Voz
Die Liste der Biografien führt alle Personen auf, die in der deutschsprachigen Wikipedia einen Artikel haben. Dieses ist eine Teilliste mit 70 Einträgen von Personen, deren Namen mit den Buchstaben „Voo“ beginnt.

## Voo
- Voo, Rob Van der (* 1940), niederländischer Geologe und Geophysiker

### Voob
- Võõbus, Arthur (1909–1988), estnischer Theologe und Syriologe

### Vood
- Voodoo (* 1977), US-amerikanischer Pornodarsteller und Schauspieler
- Voodoo Jürgens (* 1983), österreichischer LiedermacherVoodoo Jürgens (* 1983)

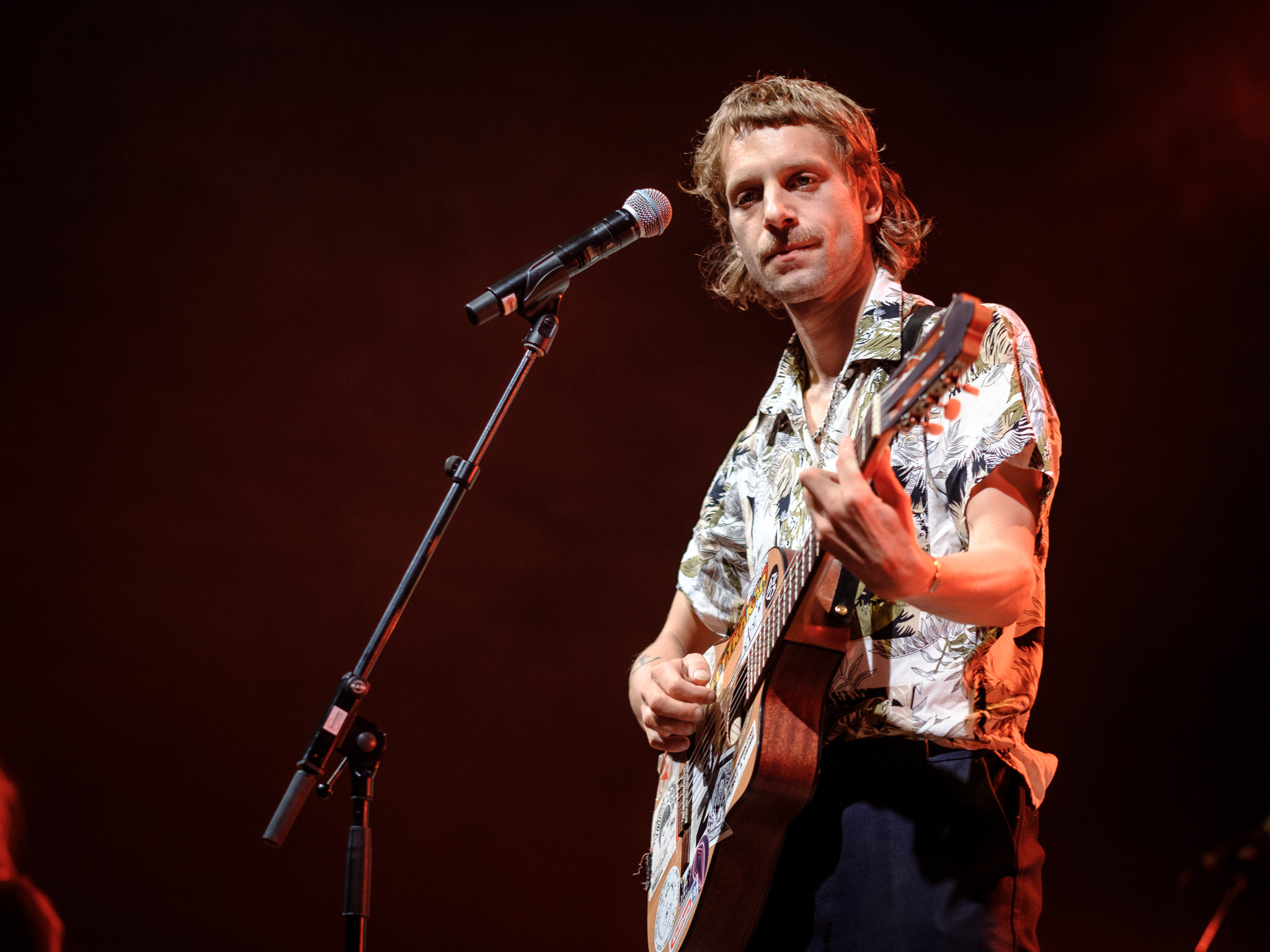
Voodoo Jürgens (* 1983)

### Voog
- Voog, Daisy (* 1932), deutsche Bergsteigerin
- Voogd, Bas De (* 1973), niederländischer Basketballspieler
- Voogd, Bob de (* 1988), niederländischer Hockeyspieler
- Voogt, Pim de (* 1952), niederländischer Umweltchemiker

### Vool
- Voolstra, Sjouke (1942–2004), mennonitischer Theologe

### Voor
- Voorand, Kadri (* 1986), estnische Jazzmusikerin (Gesang)
- Voorberg, Marinus (1920–1985), niederländischer Pianist und Dirigent
- Voorda, Bavius (1729–1799), niederländischer Rechtswissenschaftler
- Voorda, Jacobus (1698–1768), niederländischer Rechtsgelehrter
- Voorda, Johannes Henricus (1732–1814), niederländischer Rechtswissenschaftler
- Voorde, Larry ten (* 1996), niederländischer Automobilrennfahrer
- Voorde, Rick ten (* 1991), niederländischer Fußballspieler
- Voordeckers, Alphonse Albert (1894–1943), belgischer römisch-katholischer Geistlicher, Prämonstratenser und Märtyrer
- Voordeckers, Eddy (* 1960), belgischer Fußballspieler
- Voorden, August Willem van (1881–1921), niederländischer Maler, Zeichner und Aquarellist
- Vooren, Arie (1923–1988), niederländischer Radrennfahrer
- Vooren, Monique van (1927–2020), belgische Film- und Fernsehschauspielerin
- Voorhees, Charles Stewart (1853–1909), US-amerikanischer Politiker
- Voorhees, Daniel W. (1827–1897), US-amerikanischer Politiker der Demokratischen Partei
- Voorhees, Debi Sue (* 1961), US-amerikanische Schauspielerin, Filmproduzentin und Regisseurin
- Voorhees, Foster MacGowan (1856–1927), US-amerikanischer Politiker
- Voorhies, Albert (1829–1913), US-amerikanischer Jurist und Politiker
- Voorhies, Lark (* 1974), US-amerikanische SchauspielerinLark Voorhies (* 1974)

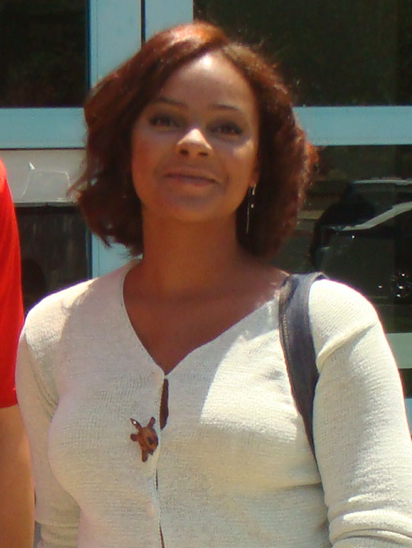
Lark Voorhies (* 1974)

- Voorhis, Charles H. (1833–1896), US-amerikanischer Politiker
- Voorhis, Jerry (1901–1984), US-amerikanischer Politiker
- Voorhoeve, Anne C. (* 1963), deutsche Drehbuchautorin und Schriftstellerin
- Voorhoof, Bernard (1910–1974), belgischer Fußballspieler
- Voorhout, Johannes (1647–1717), niederländischer Maler
- Voorhuis, Jorien (* 1984), niederländische Eisschnellläuferin
- Voorjans, Lance (* 1990), niederländischer Fußballspieler
- Voormann, Christina (* 1951), deutsche Sängerin und Sachbuchautorin
- Voormann, Klaus (* 1938), deutscher Musiker und GrafikerKlaus Voormann (* 1938)

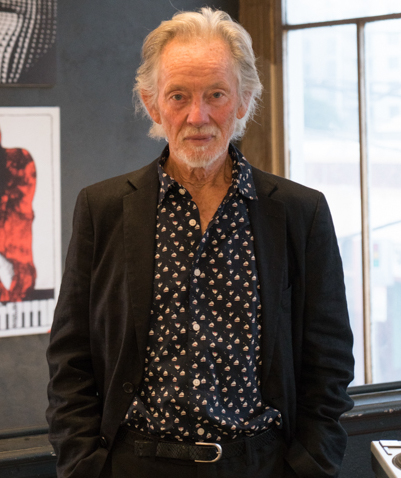
Klaus Voormann (* 1938)

- Voormans, Jan (1944–2011), niederländischer Schach- und Draughtsspieler
- Voormolen, Alexander (1895–1980), niederländischer Komponist
- Voorn, Dick (* 1948), niederländischer Fußballtrainer
- Voorn, Henk (1921–2008), niederländischer Papierhistoriker und Wasserzeichenforscher
- Voorn, Joop (1932–2021), niederländischer Komponist und Musikpädagoge
- Voorn, Joris (* 1977), niederländischer DJ und Musikproduzent
- Voorn, Koosje van (1935–2018), niederländische Schwimmerin
- Voorn, Orlando (* 1968), niederländischer DJ und Produzent elektronischer Musik
- Voorn, Ramon (* 1987), niederländischer Fußballspieler
- Voorrips, Suzanne (* 1993), niederländische Leichtathletin
- Voors, Barbara (* 1967), schwedische Journalistin und Schriftstellerin
- Voorst tot Hagenvoorde van Bergentheim, Transisalanus Adolphus van (1651–1707), niederländischer Edelmann, oranischer Höfling und Politiker
- Voorst, Johannes van (1757–1833), niederländischer reformierter Theologe, Kirchenhistoriker und Bibliothekar
- Voort in de Betouw, Herman Jacob van der (1847–1902), niederländischer Landschafts-, Porträt- und Genremaler
- Voort van Zijp, Adolf van der (1892–1978), niederländischer Vielseitigkeitsreiter
- Voort, Ben van der (1914–2002), niederländischer Radrennfahrer
- Voort, Hanna van de (1904–1956), niederländische Widerstandskämpferin im Zweiten Weltkrieg
- Voort, Melvin van der (* 2005), niederländischer Motorradrennfahrer
- Voort, Petra van de (* 1972), schwedische Schauspielerin
- Voort, Vincent van der (* 1975), niederländischer Dartspieler
- Voort, Willem van der (1923–2016), niederländischer Eisschnellläufer
- Voorting, Adri (1931–1961), niederländischer Radrennfahrer
- Voorting, Gerrit (1923–2015), niederländischer Radrennfahrer
- Voortman, Linda (* 1979), niederländische Politikerin

### Voos
- Voos, Joachim (1954–1989), deutscher Vorderasiatischer Archäologe
- Voos, Julius (1904–1944), deutscher Rabbiner und Opfer des Nationalsozialismus
- Voos, Otto (1912–1987), deutscher Politiker (CDU) und Oberbürgermeister
- Voos-Heißmann, Else (1913–1970), deutsche Politikerin (SPD), MdL
- Voosen, Jana (* 1976), deutsche SchauspielerinJana Voosen (* 1976)

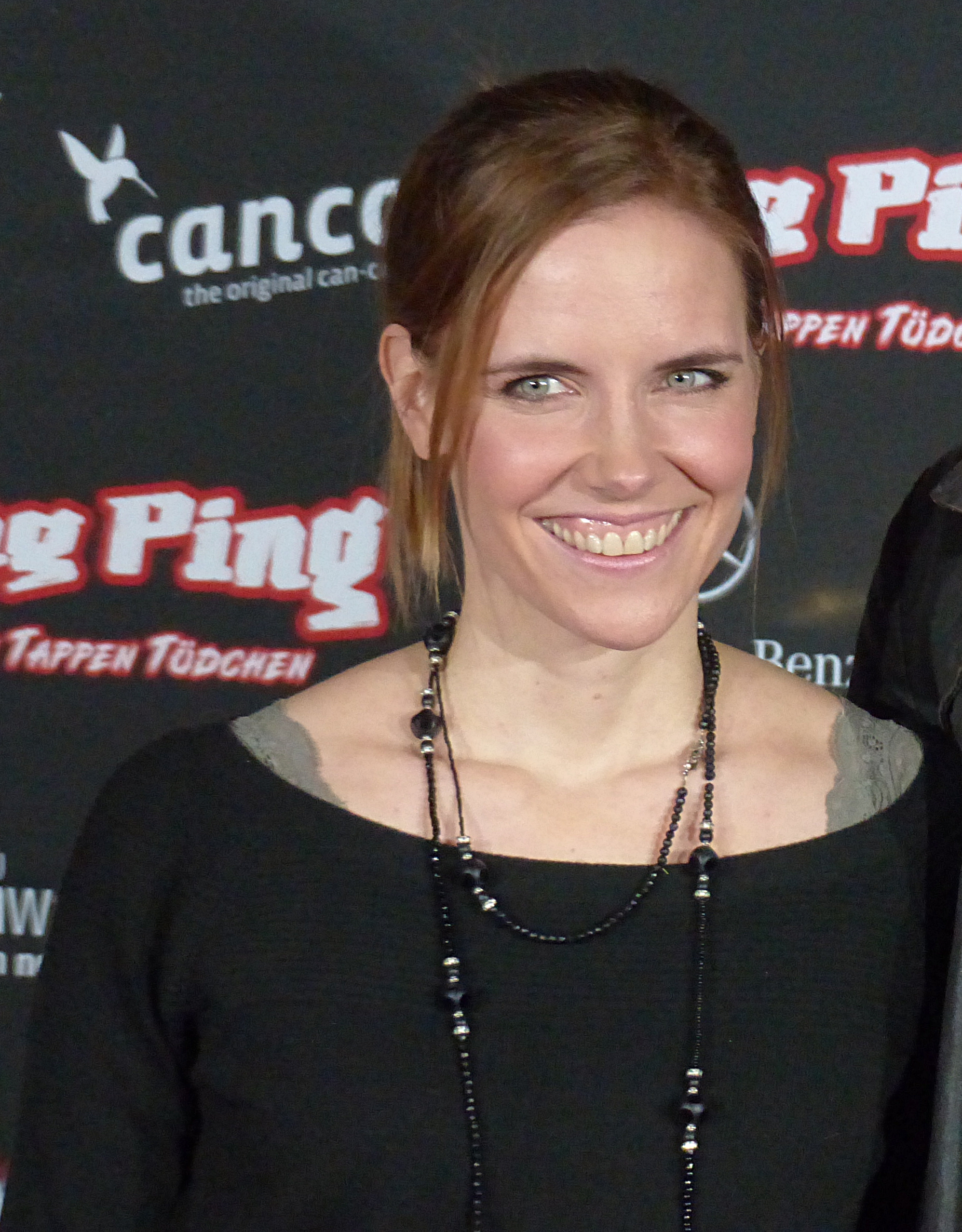
Jana Voosen (* 1976)

- Voosen, Roman (* 1973), deutscher Schriftsteller

### Voot
- Vootz, Hubert (1886–1956), deutscher Sozialdemokrat, Widerstandskämpfer und Bürgermeister von Viersen

### Voou
- Voous, Karel (1920–2002), niederländischer Ornithologe

### Voov
- VOOV (* 1957), deutscher Komponist, Musiker und Medienkünstler

### Vooy
- Vooys, Cornelis Gerrit Nicolaas de (1873–1955), niederländischer Niederlandist